# Altar de Tavèrnoles
L'Altar de Tavèrnoles és possiblement un frontal d'altar romànic que es troba actualment exposat al Museu Nacional d'Art de Catalunya. Destaca per les seves mides, la composició i el tema que s'hi representa, una sèrie de sants bisbes.
En observar la mida, més gran de l'habitual en aquest tipus d'obres dedicades a decorar l'altar d'una església o monestir, hom pot pensar que es podria tractar d'un sarcòfag o d'un retaule, però es manté la teoria de l'altar, ja que el monestir de Sant Serni de Tavèrnoles, situat a les Valls de Valira, a l'Alt Urgell, tenia una forta importància en la zona i és possible que tinguessin un altar d'aquestes mides per a les grans celebracions litúrgiques.
A l'altar s'hi poden veure nou bisbes, un dels quals (el central) és probablement Sant Serni, un màrtir de Tolosa de Llenguadoc. Aquest és un tema molt poc freqüent en la pintura sobre taula, que solia centrar la decoració a l'entorn d'una figura central i distribuïa les escenes o els personatges en registres. Als laterals, en què s'observa clarament la mà d'un artista diferent, hi ha els sants bisbes Martí i Brici, identificats per inscripcions.
Al MNAC està exposat dins de l'absis de la Seu d'Urgell perquè probablement és del mateix taller o autor. L'obra va ser adquirida pel museu el 1907 (el frontal), i els laterals el 1956, provinents de la col·lecció Muntadas.
Les poques dades que es tenen d'aquest altar han fet que l'anàlisi estilística del frontal sigui la font d'informació més important i que hi hagi diverses interpretacions sobre això. L'estilització de les figures i l'efecte ornamental del ritme gairebé seriat dels personatges l'han relacionat amb els recursos usats en pintura mural, mentre que aspectes com la precisió de la línia en la definició dels plecs l'han vinculat a una decoració pròpia de miniaturistes.